# Ram (Panzer)
Der Panzer Cruiser Tank Ram (engl.: Tank, Cruiser, Ram) wurde im Zweiten Weltkrieg in Kanada entwickelt und gebaut. Ausgangspunkt war das Fahrgestell des amerikanischen M3 Medium tank. Da die kanadischen Kampfverbände allerdings einheitlich mit dem amerikanischen M4 Sherman ausgerüstet waren, wurden die Fahrzeuge ausschließlich zur Ausbildung verwendet oder mit Sonderaufbauten zum Einsatz gebracht. Hierzu zählten die Varianten als Flammpanzer, Beobachtungspanzer und als gepanzerte Truppentransporter.

## Entwicklung

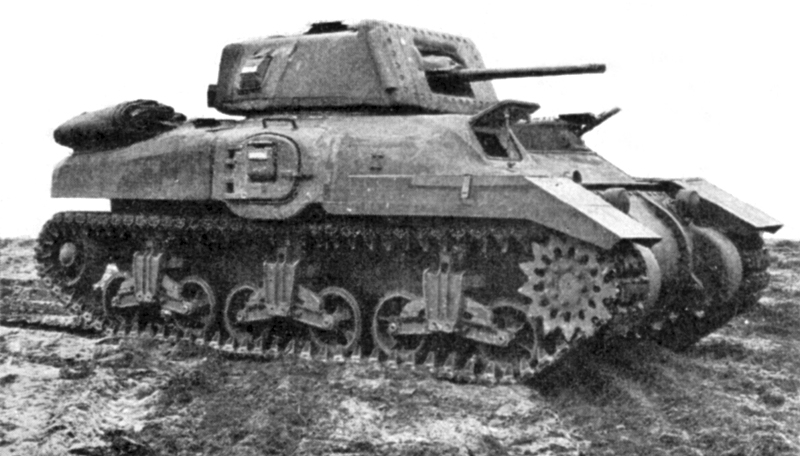
Ram Mark I

Da Kanada neben dem Vereinigten Königreich der einzige Staat des Commonwealth mit genügend Schwerindustrie für die Massenproduktion von Kriegsmaterial war, arbeiteten hier bald Techniker und Konstrukteure an einem schweren Panzer auf der Basis des M3 Lee/Grant-Panzers.
Als Ergebnis rollte 1941 der erste Tank Cruiser Ram Mk I mit einer 40-mm-Kanone aus den Montreal Locomotive Works.

## Technische Beschreibung
Dieser war dem M4 Sherman recht ähnlich. Trotzdem lief Ende 1941 die Produktion des weiterentwickelten Ram Mk II an.

## Einsatz

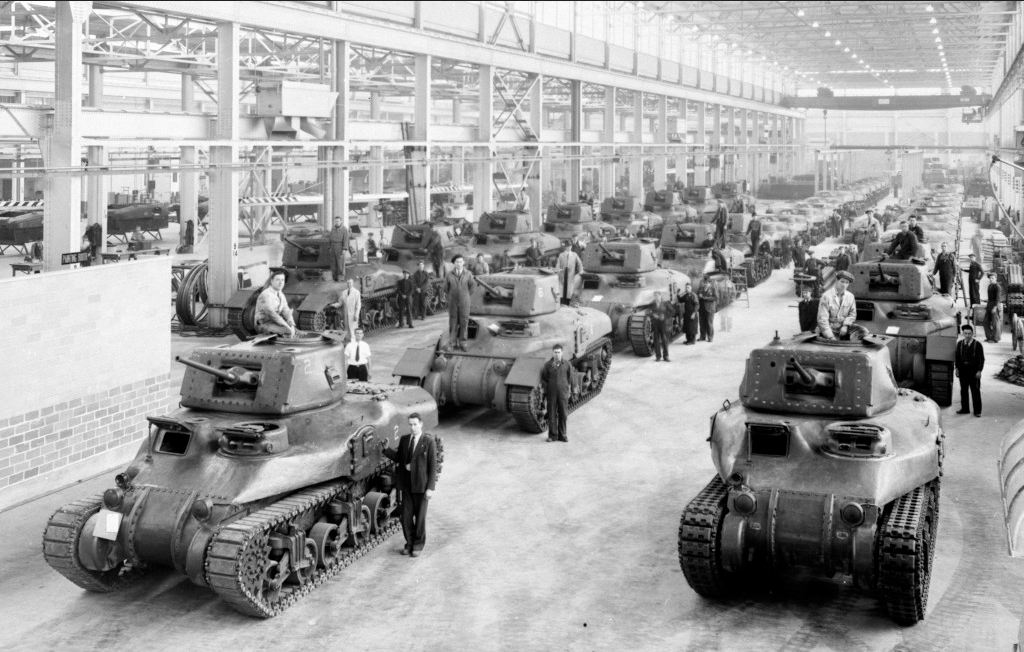
Von Montreal Locomotive Works hergestellte Ram-Panzer.

Als Kampfpanzer wurde der Ram nie eingesetzt. Doch wurden diese Panzer bis Mitte 1944 in Großbritannien für Ausbildungszwecke genutzt.
Anders war es bei den Spezialfahrzeugen die aus dem Ram entwickelt wurden. Ein Beobachtungspanzer, ein gepanzerter Mannschaftstransporter, ein Artillerieschlepper und auch als Munitionsschlepper fanden Ram in erwähnenswertem Umfang bei den Commonwealth-Truppen in Nordwesteuropa Verwendung. Die Umbauten wurden überwiegend durch die Werkstätten der Canadian Army in Großbritannien vorgenommen.
In den Niederlanden setzte die 5th Canadian Armoured Brigade im Jahr 1945 eine Version des Ram ausgerüstet mit einem Wasp II - Flammenwerfer ein. Der Turm eines Ram war noch 2007 in der niederländischen Ijssel Linie zu sehen.

### Verwendung bei der niederländischen Armee
Im Jahr 1945 erhielt die Königlich Niederländische Armee von der kanadischen Regierung die Erlaubnis, alle Ram zu übernehmen, die sich auf niederländischem Hoheitsgebiet in den Lagern der Armee befanden. Alle Fahrzeuge, die noch nicht zu Ram Kangaroos umgebaut waren, wurden genutzt, um zwei niederländische Panzerbataillone aufzustellen. Das 1e Bataljon Vechtswagens und 2e Bataljon Vechtswagens waren die ersten niederländischen Panzerverbände überhaupt. Nominell waren für jeden Verband 53 Fahrzeuge vorgesehen. Es stellte sich allerdings heraus, dass der Zustand der Fahrzeuge in den Niederlanden dies nicht ermöglichte. Aus diesem Grund stellte die britische Armee im Jahr 1947 weitere 44 Ram, die noch in einem besseren Zustand waren, aus ihren eigenen Depots zur Verfügung. Von diesen Fahrzeugen hatten 40 nachträglich ein britisches 75-mm-Geschütz erhalten und weitere 4 waren als Beobachtungs-/Befehlspanzer (OP/Command) nur mit einer Attrappenbewaffnung versehen.

Hierdurch verfügte die niederländische Armee in diesem Jahr über 73 einsatzbereite Ram, wovon zwei noch zur Ausführung Mk I gehörten. Ein Meldung aus dem Jahr 1950 belegt, dass nur noch 50 Fahrzeuge einsatzbereit waren. Die Ram zusammen mit weiteren M4 Sherman, welche teilweise ohne vorherige offizielle Absprachen zur Aufstellung von drei weiteren Panzerbataillonen genutzt worden waren, wurden 1952 mit Centurion-Panzern ersetzt, die den Niederlanden von der US-amerikanischen Regierung ausgeliehen wurden.
Nicht mehr einsatzfähige Rampanzer wurden von den Niederländern in den 1950er Jahren zum Bunkerbau an der Ijssel-Linie verwendet. Dabei wurden die Wannen eingegraben und mit einem zusätzlichen Betonmantel versehen.

## Varianten
Er wurde aber weiterentwickelt und diente beispielsweise der Selbstfahrlafette Sexton und dem Mannschaftstransporter Ram Kangaroo als Basis.